# 9e étape du Tour d'Italie 2008

La neuvième étape du Tour d'Italie 2008 s'est déroulée le 18 mai entre Civitavecchia et San Vincenzo.

## Profil
Longue de 218 kilomètres, la neuvième étape joint Civitavecchia, dans le Latium, à San Vincenzo, en Toscane, en passant par Grosseto et en longeant la côte tyrrhénienne. Le parcours est plat, à l'exception d'un côte culminant à 209 mètres à Campiglia Marittima, à 41 kilomètres de l'arrivée. Le sprint intermédiaire est situé à Follonica, au 149e kilomètre,.

## Récit
L'Ukrainien Yuriy Krivtsov (AG2R La Mondiale) s'échappe dès le premier kilomètre de course. Au troisième kilomètre, il est rejoint par Mickaël Buffaz (Cofidis). Leur avance montera jusqu'à près de onze minutes. Ils passent les premiers au sprint intermédiaire et au Grand prix de la montagne sans se disputer les points, au contraire d'Emanuele Sella qui s'échappe temporairement du peloton pour acquérir les derniers points au sommet de la côte.
Au premier passage sur la ligne d'arrivée, Krivtsov et Buffaz n'ont plus qu'une minute et 45 secondes d'avance. À vingt kilomètres de l'arrivée, Paolo Bettini, Riccardo Riccò et Emanuele Sella attaquent en tête du peloton. Bettini et Ricco cessent rapidement leur effort, tandis que Sella rejoint puis distance les deux hommes de tête. Le peloton, lancé par les équipes des sprinters, procède néanmoins au regroupement à dix kilomètres du but.
À 300 mètres, le sprinter de l'équipe Gerolsteiner Oscar Gatto accélère brutalement à gauche de la chaussée et prend quelques mètres d'avance sur les autres sprinters. Ces derniers le dépassent dans le dernier hectomètre. Daniele Bennati s'impose de quelques centimètres sur Bettini, déjà deuxième la veille, et Robbie McEwen. Il reprend le maillot cyclamen du classement par points cédé la veille à Riccardo Riccò,.

## Classement de l'étape
| \| 1. \| Daniele Bennati \| Liquigas \| en \| 5 h 30 min 06 s \| \| 2. \| Paolo Bettini \| Quick Step \| + \| m.t. \| \| 3. \| Robbie McEwen \| Silence-Lotto \| \| m.t. \| \| 4. \| Erik Zabel \| Team Milram \| \| m.t. \| \| 5. \| Koldo Fernández \| Euskaltel-Euskadi \| \| m.t. \| \| 6. \| Robert Förster \| Gerolsteiner \| \| m.t. \| \| 7. \| Mark Cavendish \| Team High Road \| \| m.t. \| \| 8. \| Tiziano Dall'Antonia \| CSF Group Navigare \| \| m.t. \| \| 9. \| Julian Dean \| Slipstream Chipotle \| \| m.t. \| \| 10. \| Alexandre Usov \| AG2R La Mondiale \| \| m.t. \| |                      |                     |    |                 |
| 1. | Daniele Bennati      | Liquigas            | en | 5 h 30 min 06 s |
| 2. | Paolo Bettini        | Quick Step          | +  | m.t.            |
| 3. | Robbie McEwen        | Silence-Lotto       |    | m.t.            |
| 4. | Erik Zabel           | Team Milram         |    | m.t.            |
| 5. | Koldo Fernández      | Euskaltel-Euskadi   |    | m.t.            |
| 6. | Robert Förster       | Gerolsteiner        |    | m.t.            |
| 7. | Mark Cavendish       | Team High Road      |    | m.t.            |
| 8. | Tiziano Dall'Antonia | CSF Group Navigare  |    | m.t.            |
| 9. | Julian Dean          | Slipstream Chipotle |    | m.t.            |
| 10. | Alexandre Usov       | AG2R La Mondiale    |    | m.t.            |

## Classement général
| \| 1. \| Giovanni Visconti \| Quick Step \| en \| 42 h 14 min 16 s \| \| 2. \| Matthias Russ \| Gerolsteiner \| + \| 34 s \| \| 3. \| Gabriele Bosisio \| LPR Brakes \| \| 5 min 53 s \| \| 4. \| Danilo Di Luca \| LPR Brakes \| \| 7 min 27 s \| \| 5. \| Emanuele Sella \| CSF Group Navigare \| \| 7 min 32 s \| \| 6. \| Riccardo Riccò \| Saunier Duval-Scott \| \| 7 min 33 s \| \| 7. \| Félix Cárdenas \| Barloworld \| \| 7 min 46 s \| \| 8. \| Alberto Contador \| Astana \| \| 7 min 56 s \| \| 9. \| Franco Pellizotti \| Liquigas \| \| 8 min 11 s \| \| 10. \| Vincenzo Nibali \| Liquigas \| \| 8 min 15 s \| |                   |                     |    |                  |
| 1. | Giovanni Visconti | Quick Step          | en | 42 h 14 min 16 s |
| 2. | Matthias Russ     | Gerolsteiner        | +  | 34 s             |
| 3. | Gabriele Bosisio  | LPR Brakes          |    | 5 min 53 s       |
| 4. | Danilo Di Luca    | LPR Brakes          |    | 7 min 27 s       |
| 5. | Emanuele Sella    | CSF Group Navigare  |    | 7 min 32 s       |
| 6. | Riccardo Riccò    | Saunier Duval-Scott |    | 7 min 33 s       |
| 7. | Félix Cárdenas    | Barloworld          |    | 7 min 46 s       |
| 8. | Alberto Contador  | Astana              |    | 7 min 56 s       |
| 9. | Franco Pellizotti | Liquigas            |    | 8 min 11 s       |
| 10. | Vincenzo Nibali   | Liquigas            |    | 8 min 15 s       |

## Classements annexes
| Classement             | Coureur            | Total             |
| ---------------------- | ------------------ | ----------------- |
| Points                 | Daniele Bennati    | 80 pts            |
| Montagne               | Emanuele Sella     | 37 pts            |
| Sprints Intermédiaires | Jérémy Roy         | 13 pts            |
| Équipe                 | CSF Group Navigare | 126 h 02 min 31 s |
| Équipe par points      | Gerolsteiner       | 162 pts           |
| Jeune                  | Giovanni Visconti  | 42 h 14 min 16 s  |
| Échappée               | Mickaël Buffaz     | 335 km            |
| Combativité            | Daniele Bennati    | 22 pts            |